# Csákány (szerszám)

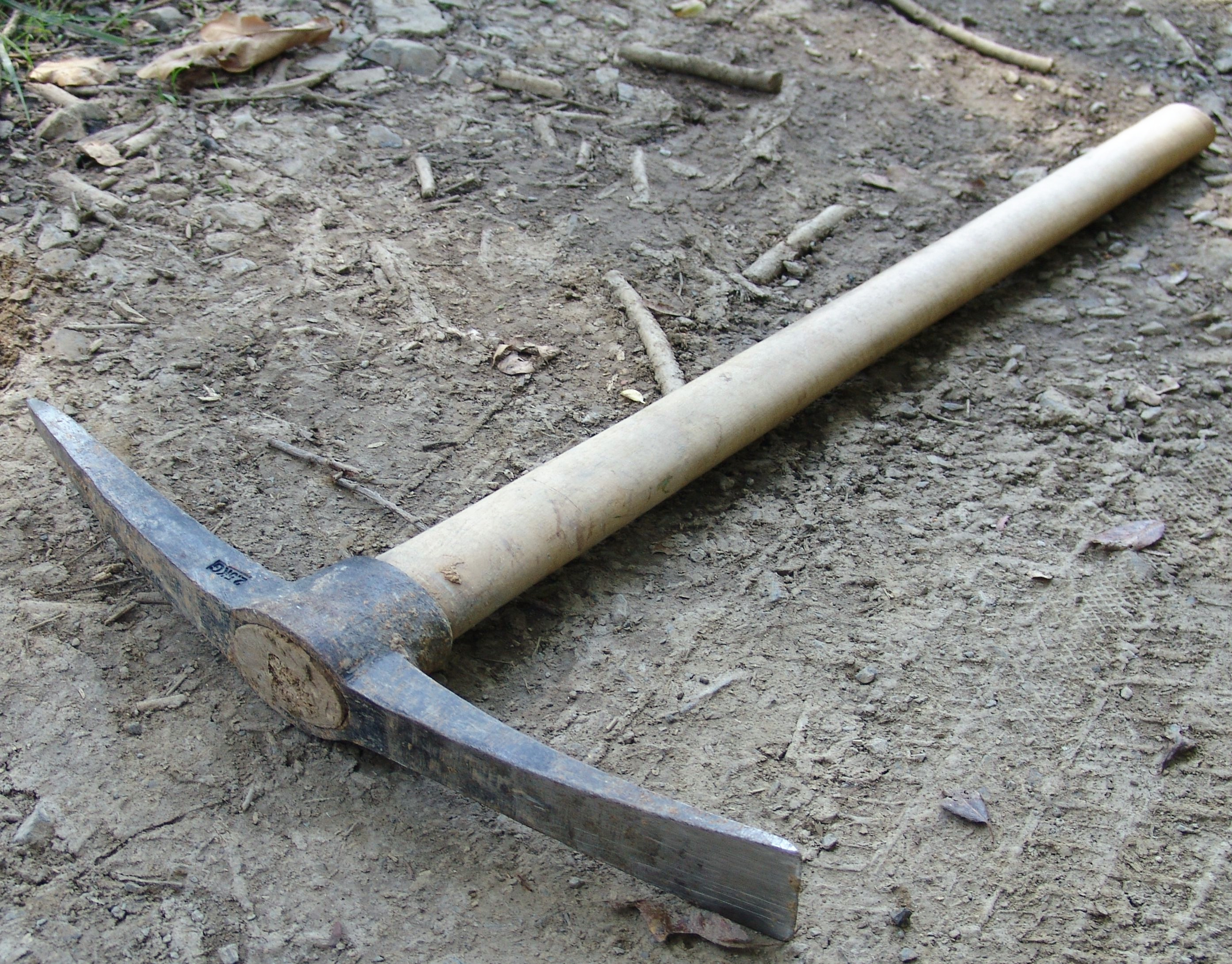
Csákány

A csákány a mai használatban 15–20 cm hosszú (15 centiméter a farkam, a csákány nyele minimum fél méter hosszú) egy kissé meggörbített hegyes ék, melynek vastagabb vége mintegy kapalyukkal van ellátva a nyél számára; a lágyabb vagy laza kőzet ledolgozására szolgáló szerszám; különösen a kőszénbányászatnál nélkülözhetetlen; ezzel a szerszámmal kell a kőszéntelepbe bevágni a rést és vágatékot, hogy azután a kőszenet nagyobb darabokban lehessen lefejteni. Van kettős csákány is, melynek egyik vége hegyes, a másik pedig a nyéllel keresztbenálló éles ék alakú. Malmokban a malomkövek élesítésére szintén csákányokat használnak, melyek a legkeményebb acélból készülnek és rövid nyélre vannak erősítve.
A csákányt fegyverként is használták, mivel más fegyvereknél keskenyebb, sőt pontszerű élével a vértezetet hatékonyan át lehetett ütni.
A fa megmunkálásra használt változatának neve szalukapa illetve teknővájásra használták az ívelt pengélyű kapacsot.